# Reiko Peter
Reiko Peter (* 31. März 1989 in Luzern) ist ein ehemaliger Schweizer Squashspieler.

## Karriere
Reiko Peter begann seine Karriere im Jahr 2006 und gewann sechs Turniere auf der PSA World Tour. Die ersten drei gewann er 2015: im Januar in Nîmes sowie jeweils im Mai und im Juni in Kriens. Seine höchste Platzierung in der Weltrangliste erreichte er mit Rang 66 im Januar 2016. Mit der Schweizer Nationalmannschaft nahm er 2011, 2013, 2017 und 2019 an der Weltmeisterschaft teil. Auch bei Europameisterschaften gehörte er mehrfach zum Schweizer Aufgebot. Im Juni 2019 beendete er seine Karriere.
Peter ist mit einer Kanadierin verheiratet und Kaufmann mit Berufsmatura.

## Erfolge
- Gewonnene PSA-Titel: 6